# Lisa Goldstein
Lisa Erin Goldstein (Nova Iorque, 30 de julho de 1981) é uma atriz norte-americana, célebre por seu papel como Millicent Huxtable na série One Tree Hill.

## Vida pessoal e educação
Goldstein nasceu em Long Island, Nova York e viveu em Londres, Inglaterra até os quatro anos de idade. Ela também viveu na Pensilvânia quando criança e então em Nova York, Carolina do Norte, Califórnia e Flórida, onde trabalhou e foi a escola. Ela se graduou no Colégio Hingham (Hingham, Massachusetts) em 1999. Depois, Goldstein foi para a Universidade Elon, onde recebeu seu BFA em Música e Teatro em 2003. Ela então se uniu ao Teatro B Street em Sacramento, Califórnia.

## Carreira
Após a faculdade, Goldstein trabalhou em teatros regionais em diversos musicais, incluindo Smokey Joe's Cafe, Victor Victoria e Anything Goes.
No começo de 2007, Goldstein assinou um contrato com a Walt Disney World em Orlando, Flórida, onde ela fazia o papel de Bela em Bela e a Fera — O Musical e Nemo, Pearl e Squirt em Procurando Nemo — O Musical.
Em Julho de 2007, Goldstein se uniu na série popular de drama da The CW Television Network, One Tree Hill, como Millicent Huxtable. Ela foi cotada apenas para o primeiro episódio da quinta temporada. Entretanto, depois de verem sua atuação no episódio, os roteiristas decidiram trazer o personagem de volta para a temporada seguinte. Na sexta temporada, ela se tornou regular.
No começo de 2008, Goldstein filmou um filme independente, Who Do You Love?, fazendo o papel da esposa de Phil Chess, Sheva Chess. Ela também apareceu no videoclipe de sua colega de One Tree Hill, Kate Voegele, na música “Only Fooling Myself”, o qual foi dirigido pelo criador e produtor executivo da série, Mark Schwahn.
Pelo menos até o momento, Dezembro de 2010, Goldstein continua trabalhando em One Tree Hill, que agora está em sua oitava temporada.

## Filmografia
| Ano       | Titulo           | Personagem         | Notas        |
| --------- | ---------------- | ------------------ | ------------ |
| 2008-2012 | One Tree Hill    | Millicent Huxtable | 52 episódios |
| 2008      | Who Do You Love? | Sheva Chess        |              |